# Cotile (unità di misura)

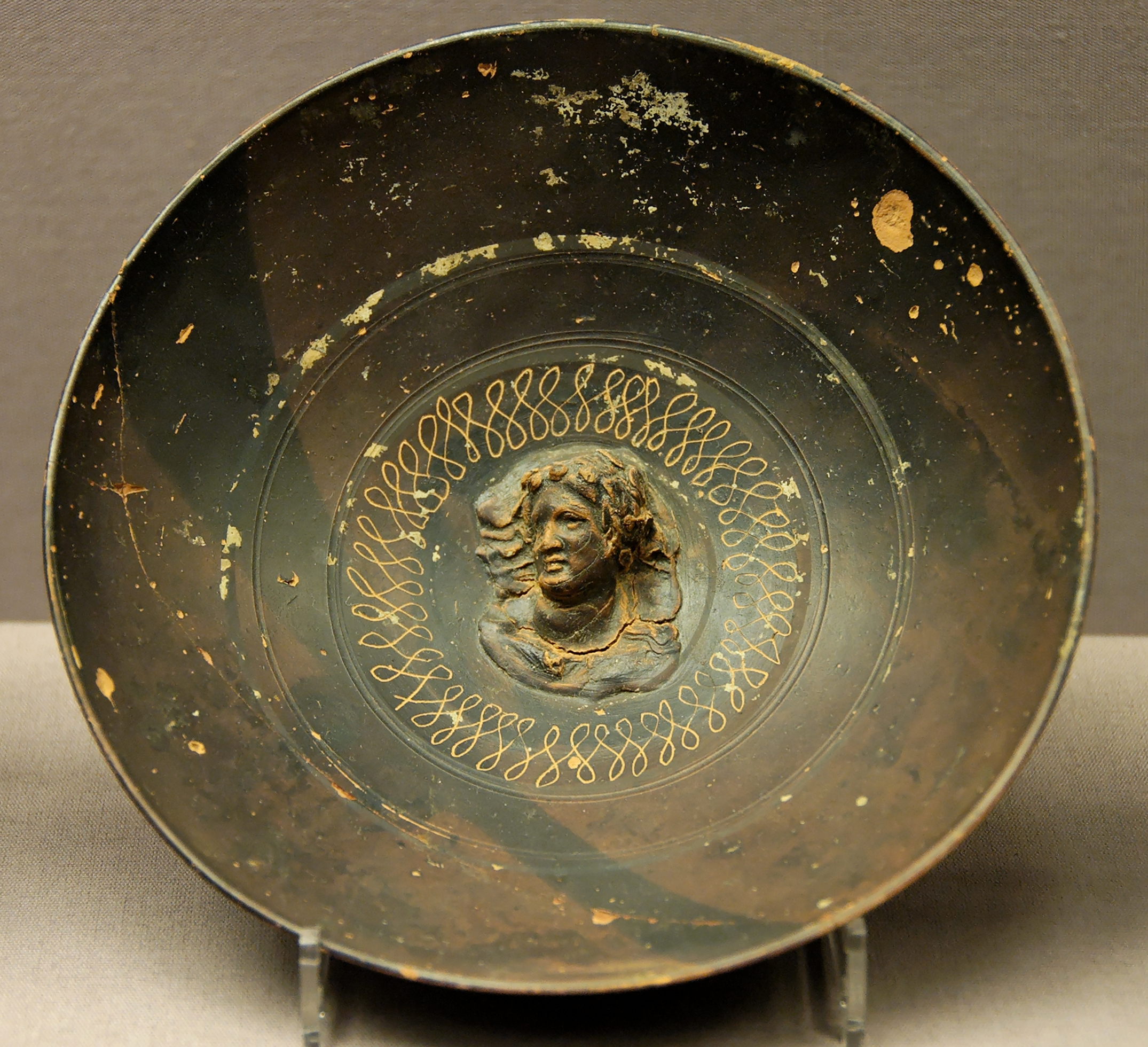
Cotile

Il cotile o la cotila (in greco antico: κοτύλη?, kotýle) era un'unità di misura di volume in uso nell'antica Grecia.

## Definizione
Il cotile era un'antica unità di misura di capacità sia per i liquidi che per i solidi, il cui valore assoluto variava da una località all'altra da 0,21 litri a 0,33 litri. Nel sistema attico di Solone corrispondeva 0,27 litri.

## Misure di capacità per solidi (sostanze secche)
Per le sostanze secche, un cotile corrispondeva approssimativamente a una ciotola di grano
- chenice (in greco antico: χοῖνιξ?), 4 cotili, approssimativamente la razione giornaliera di grano per un uomo
- sestiere (in greco antico: ἑκτεύς?), 8 chenici
- medimno (in greco antico: μέδιμνος?), 6 sestieri

## Misure di capacità per liquidi
Per i liquidi, un cotile corrispondeva approssimativamente a una coppa di vino

### Sottomultipli
Per i liquidi, c'erano due sottomultipli: 
- ciato (in greco antico: κύαθος?) = 1/6 di cotile
- ossibafo (in greco antico: ὀξυβᾶφον?) = 1/4 di cotile, oppure 1 ciato e 1/2 (0,068 litri)

### Multipli
Per i liquidi, quattro multipli:
- emicongio (in greco antico: ἡμίχοον?) = 6 cotili (1,62 litri)
- congio o boccale (in greco antico: χοῦς?) = 12 cotili (3,24 litri)
- anfora (in greco antico: ἀμφορεύς?) = 72 cotili, o 1/2 metreta (19,44 litri)
- metreta (in greco antico: μετρητής?) = 144 cotili (38,88 litri)